# Literaturjahr 1860
Liste der Literaturjahre

◄◄ | ◄ | 1856 | 1857 | 1858 | 1859 | Literaturjahr 1860 | 1861 | 1862 | 1863 | 1864 | ► | ►►

Weitere Ereignisse
Dieser Artikel behandelt das Literaturjahr 1860.

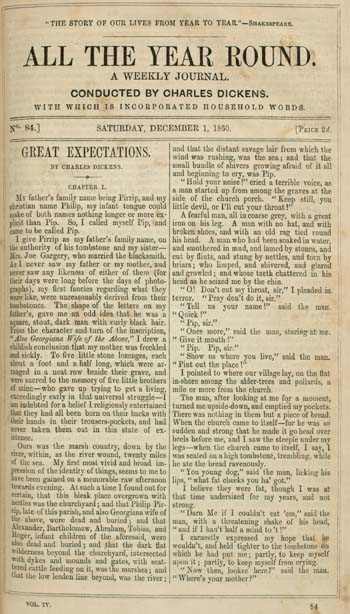
Erstabdruck von Charles Dickens’ Great Expectations in All the Year Round

## Ereignisse

### Prosa

#### Deutschsprachige Literatur
Der Dichter und Herausgeber Berthold Auerbach schreibt einen Brief an seinen Freund Gottfried Keller in der Schweiz mit einer Bitte um „etwas kurzes Abgerundetes“ zu „einem Schweizer Thema“ für seinen regelmäßig in Leipzig erscheinenden Deutschen Volkskalender. Keller, der gerade damit begonnen hat, weitere Geschichten für einen zweiten Teil von Die Leute von Seldwyla zu verfassen, schickt ihm wenig später das Manuskript Das Fähnlein der sieben Freunde. Die Novelle, die etwas gekürzt unter dem leicht abgeänderten Namen Das Fähnlein der sieben Aufrechten erscheint und bei Verleger und Publikum Begeisterung hervorruft, wird sofort von der Berner Tageszeitung Der Bund nachgedruckt. Sie begründet Kellers Ruhm als Nationaldichter der Schweiz, ohne jedoch vorläufig etwas an seiner prekären finanziellen Situation zu ändern.
- Die Bibliothek des Litterarischen Vereins in Stuttgart gibt die Bände 51 bis 56 heraus.
- Paul Heyse verfasst die Novelle Der Centaur.
- Aus England, ein Sammelband von Reportagen, die Theodor Fontane seit 1850 verfasste, wird erstmals herausgegeben. Im gleichen Jahr erscheint auch der Reisebericht Jenseit des Tweed.
- Aus dem Lebensbuch des Schulmeisterleins Michel Haas und Ein Geheimnis von Wilhelm Raabe
- Friedrich Gerstäcker veröffentlicht die Werke Inselwelt und Germelshausen.
- Jonas Breitenstein veröffentlicht unter dem Pseudonym B.T. Jonas seinen Erstling Erzählungen und Bilder aus dem Baselbiet.

#### Englischsprachige Literatur

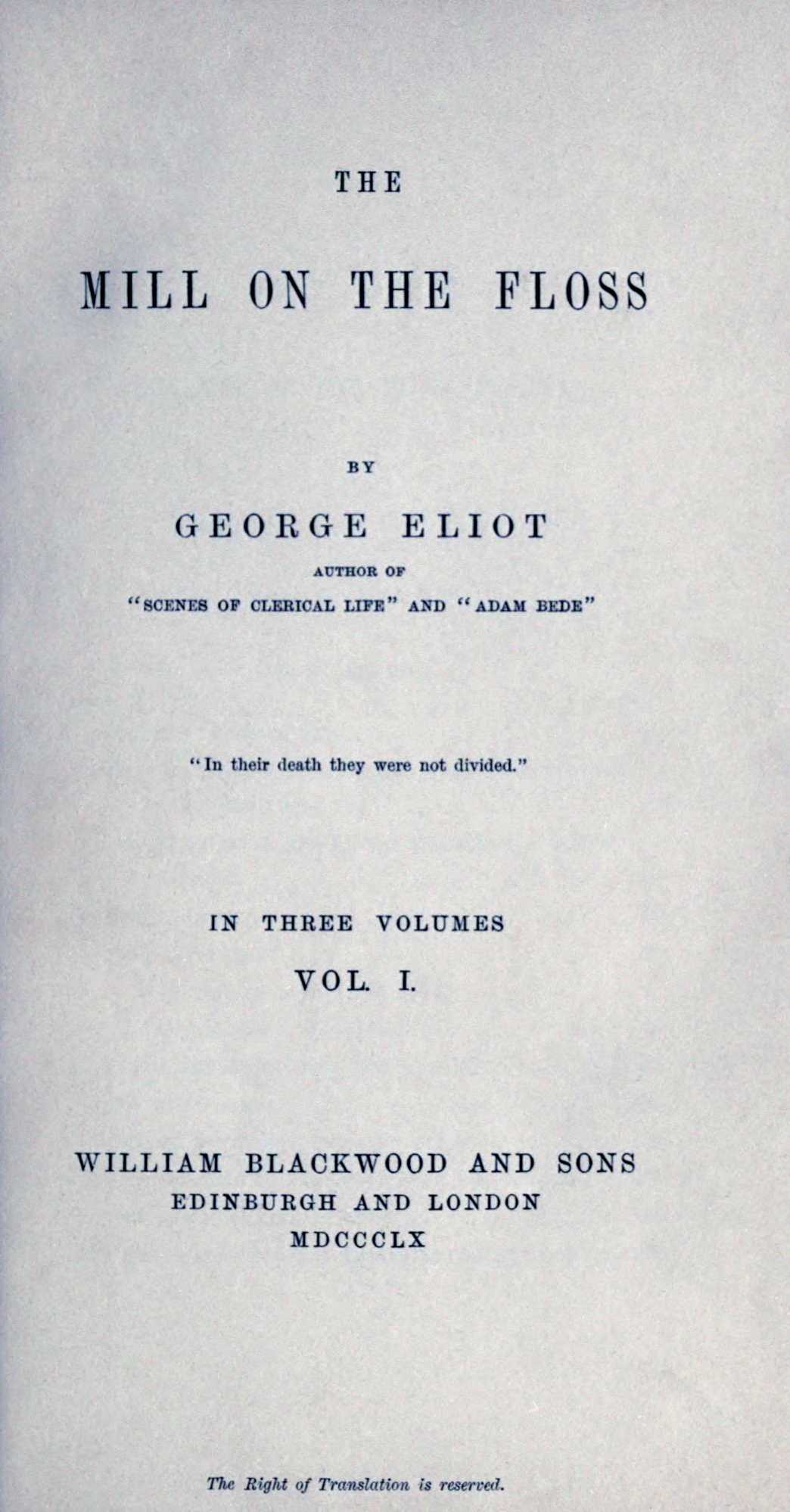
Titelseite der Erstausgabe

- Die englische Schriftstellerin Mary Ann Evans veröffentlicht am 4. April unter dem Pseudonym George Eliot den siebenteiligen stark autobiographischen Roman The Mill on the Floss, der heute zu den Klassikern der englischen Literatur zählt.

- In der von ihm selbst verlegten Zeitschrift All the Year Round, die im Herbst merkliche Umsatzeinbußen zu verzeichnen hatte, veröffentlicht Charles Dickens am 1. Dezember den ersten Teil seines Bildungsromans Great Expectations. Gleichzeitig verkauft Dickens die Publikationsrechte an die New Yorker Wochenzeitschrift Harper’s Weekly, die den Roman als Fortsetzung vom November 1860 bis zum August 1861 mit Illustrationen von John McLenan abdruckt.

- Der britische Autor Wilkie Collins verfasst den Roman „The Woman in White“ (Die Frau in Weiß) und begründet damit das Genre der englischen Mystery Novel.
- Julia Ward Howe veröffentlicht A trip to Cuba.
- Charlotte Brontës unvollendeter letzter Roman Emma erscheint posthum in einer gemeinsamen Ausgabe mit ihrem Erstlingswerk The Professor.

#### Niederländische und französische Literatur

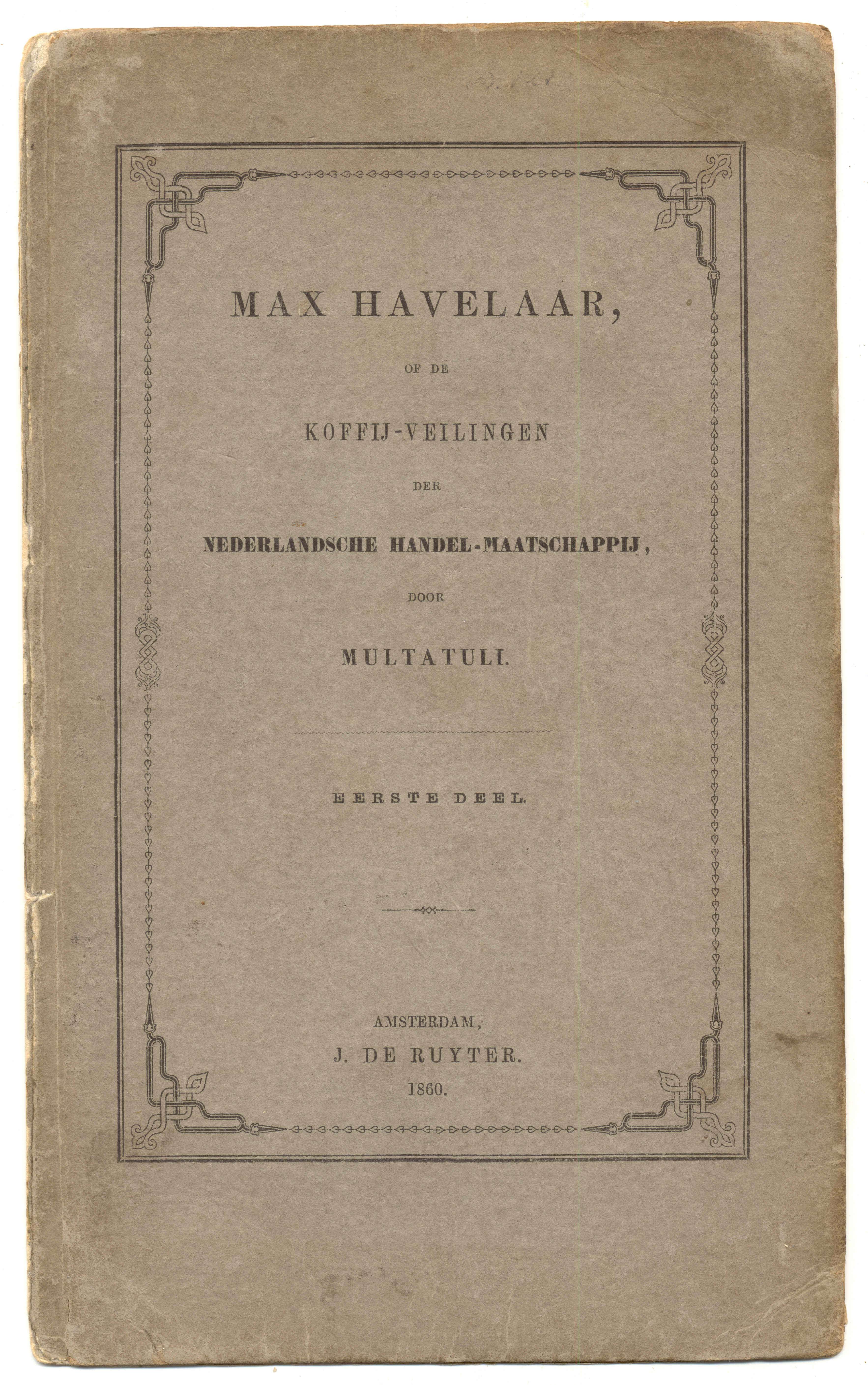
Umschlag der ersten Ausgabe

- Der niederländische Schriftsteller Eduard Douwes Dekker veröffentlicht am 14. Mai unter dem Pseudonym Multatuli den satirischen Roman Max Havelaar. Er gilt bis heute als der bedeutendste niederländische Roman seiner Zeit.
- Während der in Paris herrschenden Wagner-Begeisterung publiziert Charles Baudelaire eine längere Étude sur Richard Wagner et Tannhäuser.
- Henri Murger veröffentlicht seine letzten Werke Le Sabot rouge und Madame Olympe.

#### Russische Literatur
Fjodor Michailowitsch Dostojewski veröffentlicht in St. Petersburg das Prosawerk Aufzeichnungen aus einem Totenhaus, an dem er seit 1856 gearbeitet hat. Darin schildert er in einer losen Folge von Szenen und Beschreibungen das Leben in einem sibirischen Gefängnislager anhand eigener Erfahrungen während der Zeit seiner Verbannung von 1849 bis 1853. Das Werk ist der Stadt Semipalatinsk gewidmet, dem Ort seiner Verbannung.

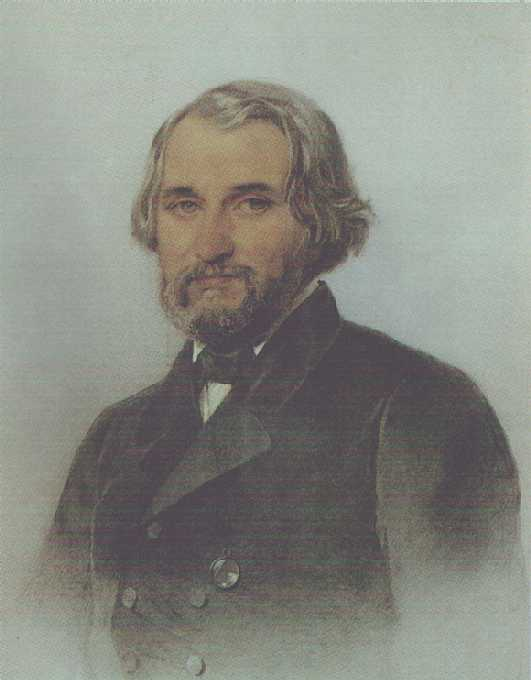
Iwan Turgenew

Der russische Schriftsteller Iwan Sergejewitsch Turgenew verfasst im Exil in Deutschland mehrere Werke, darunter die Romane Am Vorabend (Nakanune) und Erste Liebe (Pervaja ljubov).

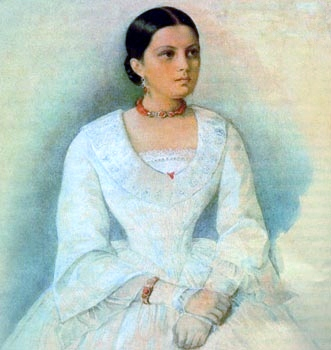
Awdotja Panajewa

Die russische Schriftstellerin Awdotja Jakowlewna Panajewa veröffentlicht unter dem männlichen Pseudonym N. N. Stanizki den Roman Roman v peterburgskom polusvete (Роман в петербургском полусвете; Eine Romanze in der Petersburger Halbwelt).

### Theaterstücke
Das 1808 von Heinrich von Kleist verfasste Drama Die Hermannsschlacht wird – fast fünfzig Jahre nach dem Tod des Autors – in einer überarbeiteten Fassung in Breslau uraufgeführt. Dem Stück ist in den nächsten Jahren kein großer Erfolg beschieden.
Das Theaterstück Gewitter (Groza) des russischen Dramatikers Alexander Nikolajewitsch Ostrowski wird uraufgeführt.
- Die französischen Dramatiker Henri Meilhac und Ludovic Halévy verfassen gemeinsam das Stück Ce qui plait aux hommes.

### Lyrik
Nach dem Tod von Ernst Moritz Arndt wird von der Weidmannschen Buchhandlung ein vollständiger Gedichtband, Gedichte. Vollständige Sammlung mit den Handschriften des Dichters aus seinem 90. Jahr, herausgegeben.
- Der finnlandschwedische Dichter Johan Ludvig Runeberg veröffentlicht den zweiten Teil des Gedichtbandes Fänrik Ståls sägner (Fähnrich Stahl). Das patriotische und kriegsverherrlichende Werk enthält unter anderen das Gedicht Lotta Svärd. Die Illustrationen stammen von Albert Edelfelt.
- Walt Whitman gibt die dritte auf 154 Gedichte erweiterte Ausgabe seiner Sammlung Leaves of Grass heraus. Darin findet sich unter anderem der Zyklus Children of Adam.
- Poems before Congress, ein gesammeltes Werk mit den Gedichten von Elizabeth Barrett Browning erscheint.
- Robert Burns: Lieder und Balladen in deutscher Übersetzung[2]

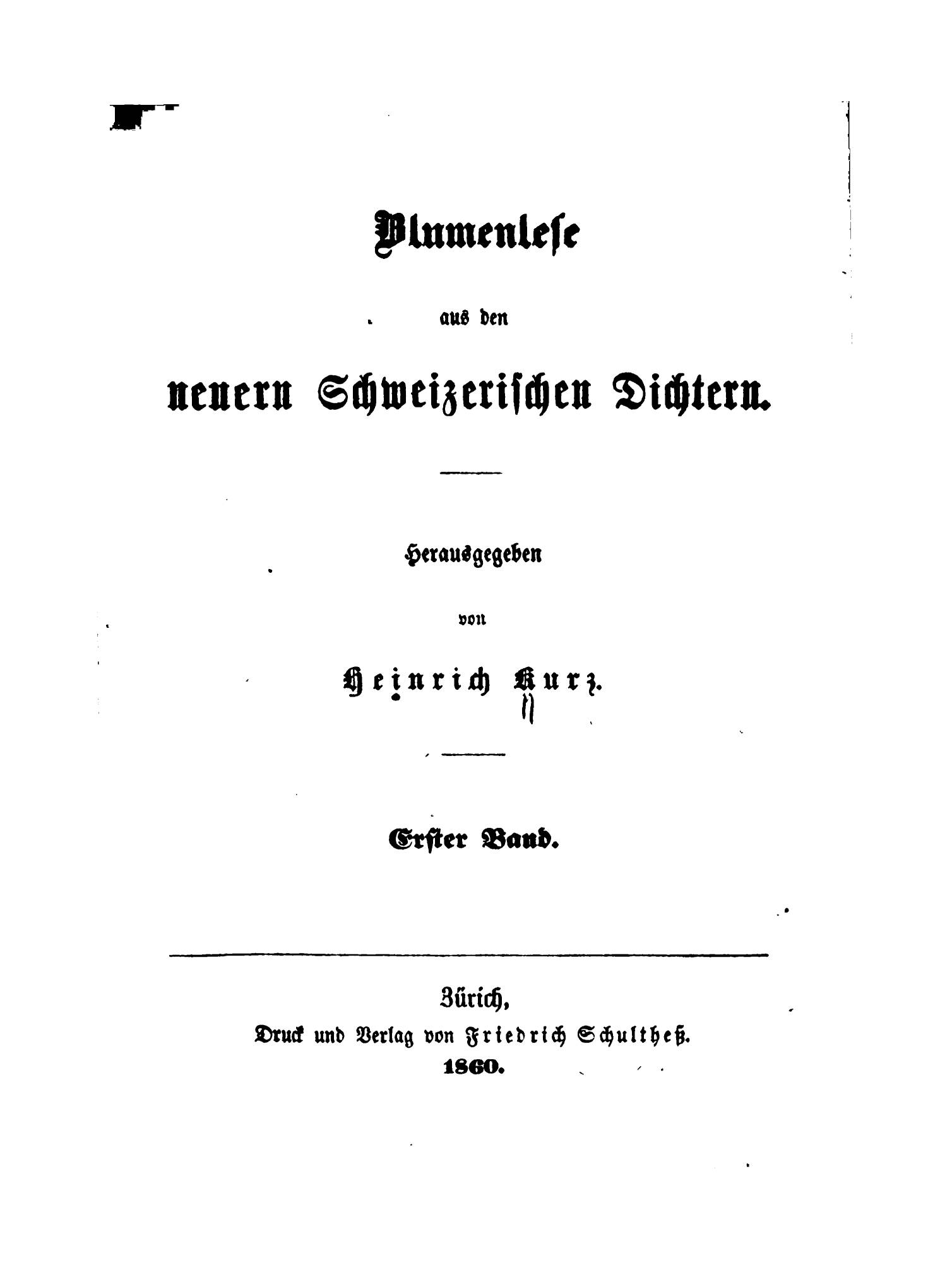
Titelblatt der „Blumenlese“

- Blumenlese aus den neuen Schweizerischen Dichtern in zwei Bänden[3]
- Hausschatz der Schwedischen Poesie[4]

### Periodika
- Die 1806 gegründete Wiener Theaterzeitung, die beliebteste und meistgelesene Zeitung Österreichs, stellt knapp ein Jahr nach dem Tod ihres Gründers Adolf Bäuerle ihr Erscheinen ein.
- Die Bündner Tageszeitung Die Rheinquellen stellt nach vier Jahren ihr Erscheinen ein. An ihrer Stelle lanciert der Verlag die Neue Bündner Zeitung.
- Münchener Bilderbogen
- George Murray Smith gründet das Cornhill Magazine.

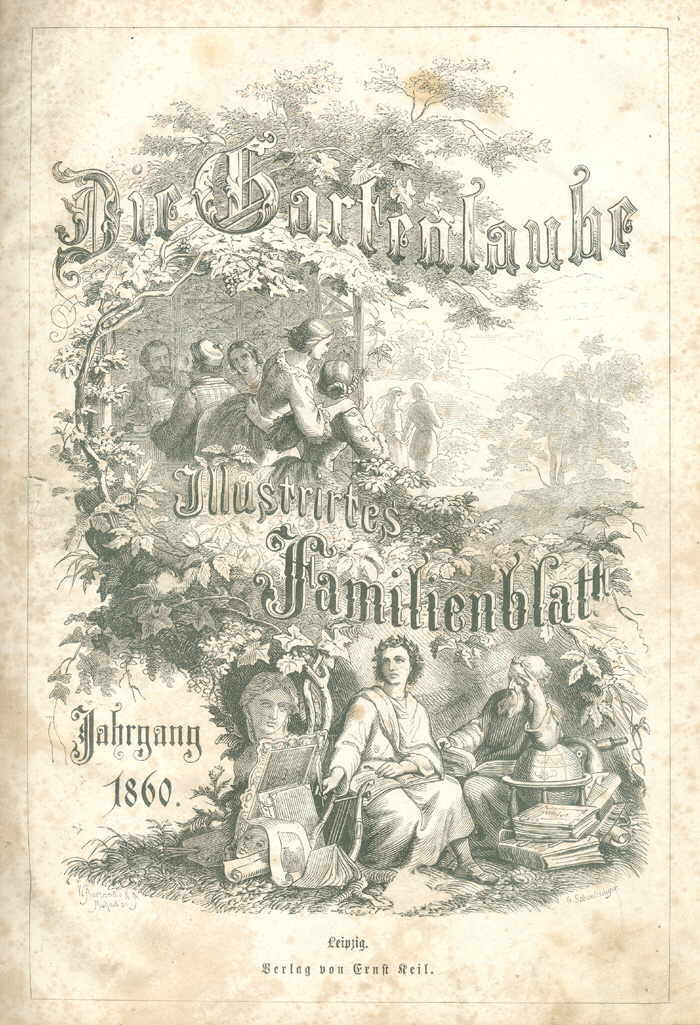
Die Gartenlaube 1860
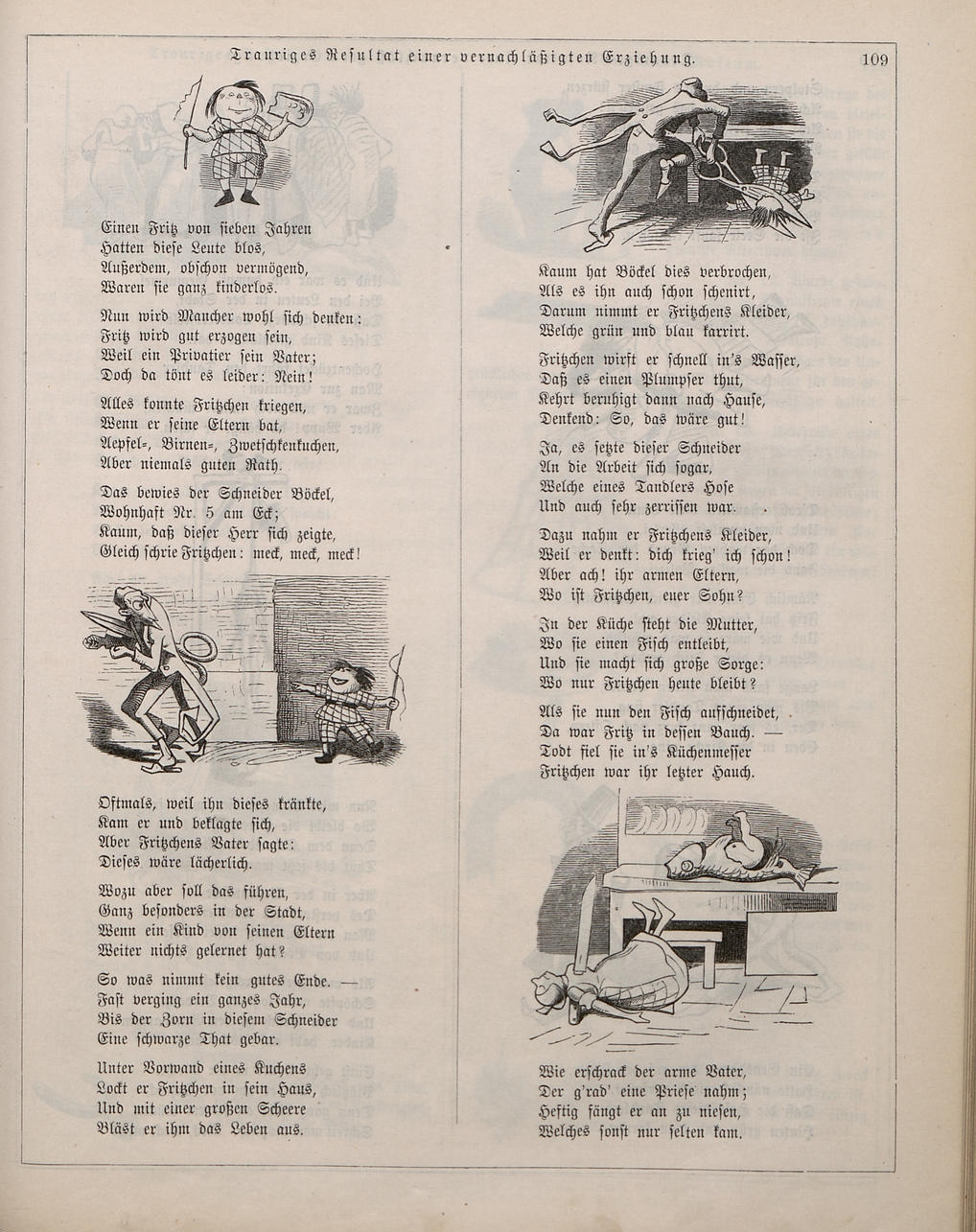
Fliegende Blätter 1860

### Naturwissenschaft

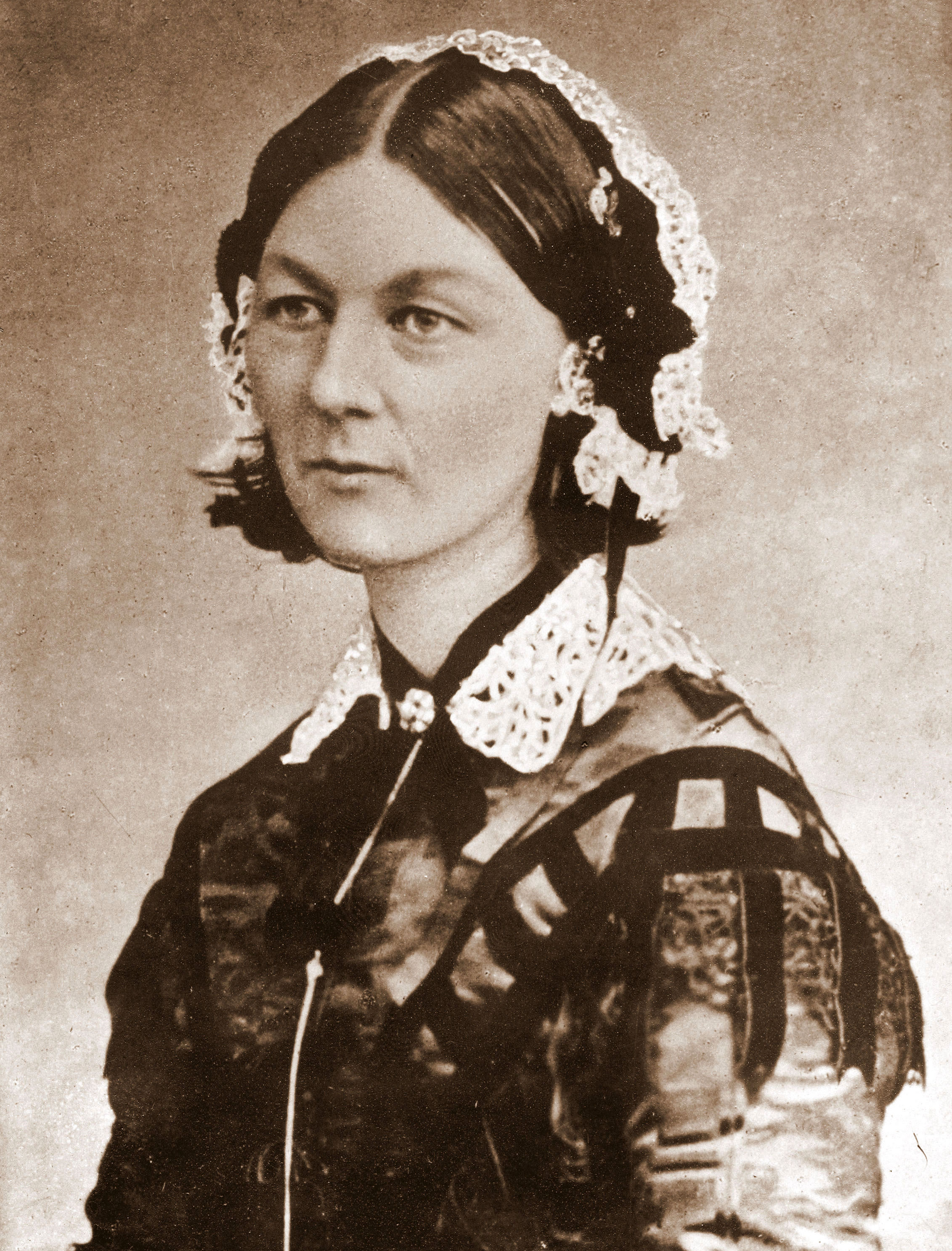
Florence Nightingale

Im Januar erscheint das auf Anregung von Edwin Chadwick von Florence Nightingale geschriebene Krankenpflegebuch Notes on Nursing: What It is and What It is Not (Anmerkungen zur Krankenpflege: Was Krankenpflege ist und was Krankenpflege nicht ist), das sie für einen Personenkreis verfasste, die zu Hause Kranke zu versorgen haben. Noch im selben Jahr überarbeitet sie das Buch und veröffentlicht Fassungen, die sich an unterschiedliche Personenkreise richten. Eine Fassung erhält ergänzende Hinweise für professionelle Pflegerinnen. In den folgenden Jahren erscheinen zahlreiche Versionen und Übersetzungen des Werkes. Das von Nightingale entworfene sogenannte Nightingalesche System revolutioniert in der Folge die bislang von überwiegend katholischen religiösen Institutionen dominierte Krankenpflege und stellt einen wesentlichen Teil der viktorianischen Pflegereform dar.

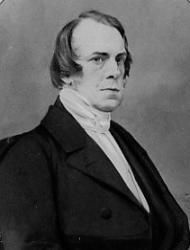
Heinrich Georg Bronn

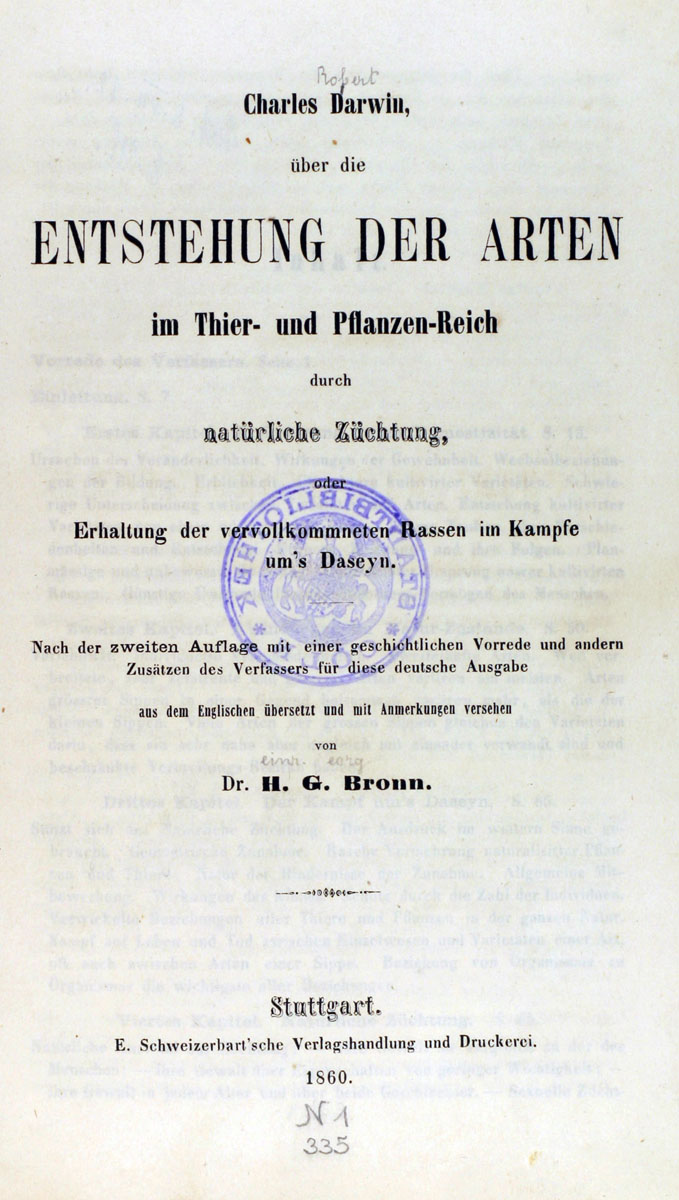
Über die Entstehung der Arten

Der deutsche Geologe und Paläontologe Heinrich Georg Bronn gibt unter dem Titel Über die Entstehung der Arten im Thier- und Pflanzen-Reich durch natürliche Züchtung, oder Erhaltung der vollkommensten Rassen im Kampfe um's Daseyn eine Übersetzung des Ende des Vorjahres erschienenen evolutionstheoretischen Werks The Origin of Species von Charles Darwin heraus. In dieser Übersetzung nimmt Bronn allerdings Veränderungen und „Reinigungen“ vor.

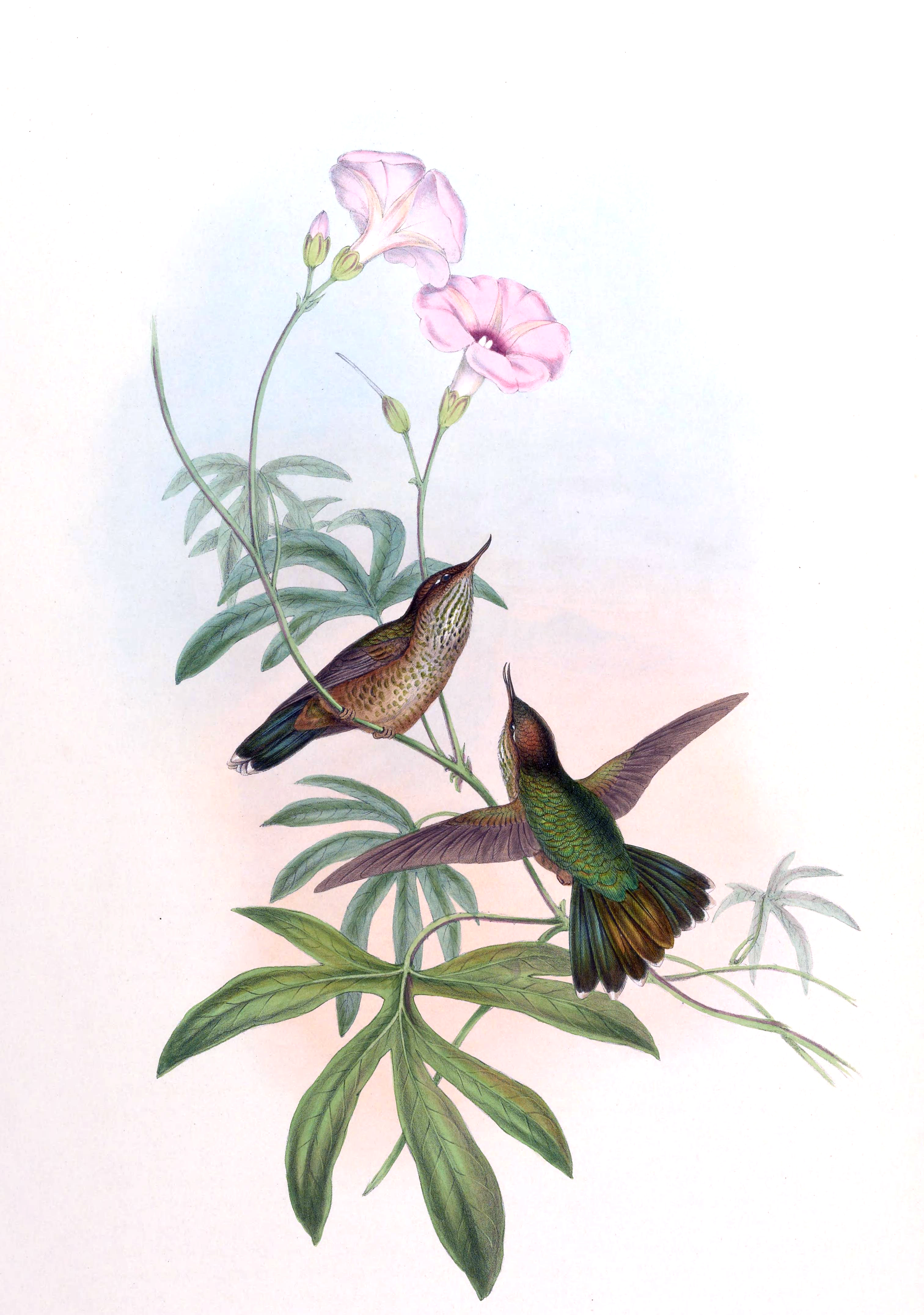
Opisthoprora euryptera (Fleckenbauchkolibri)

Der deutsche Ornithologe Jean Louis Cabanis verfasst gemeinsam mit Ferdinand Heine junior zahlreiche Erstbeschreibungen von Kolibrigattungen, darunter Anthocephala und Opisthoprora.

### Kunst und Kultur
- Jacob Burckhardt veröffentlicht das kunsthistorische Werk Die Cultur der Renaissance in Italien, das den Strukturwandel von Staat und Kirche im Ausgang des Mittelalters und die damit einhergehende Ausbildung des «modernen», individuellen Menschen beschreibt.

- Die englische Korsettmacherin Roxey Ann Caplin verfasst die beiden Bücher Woman and Her Wants; Four Lectures To Ladies und The Needle: its History and Utility. Sie trägt damit entscheidend zur Kleiderreform-Bewegung bei.

- Der Gartenarchitekt Rudolph Siebeck veröffentlicht in seiner Heimatstadt Leipzig die Werke Atlas zur bildenden Gartenkunst in ihren modernen Formen, Dr. Rudolph Siebeck's Ideen zu kleinen Gartenanlagen und Die Verwendung der Blumen und Gesträuche zur Ausschmückung der Gärten: mit Angabe der Höhe, Farbe, Form, Blüthezeit und Cultur derselben.

### Reiseliteratur
- In der 3. Auflage des Baedeker-Reiseführers für Paris verwendet Ernst Baedeker erstmals einen aus drei Streifen (Nord-Mitte-Süd) bestehenden Stadtplan.

### Sonstiges
- 10. Mai: Anlässlich des 100. Geburtstags des Dichters und Theologen Johann Peter Hebel wird in Basel die Basler Hebelstiftung gegründet. Erster Stiftungspräsident wird Christian Friedrich Schönbein. Stiftungszweck ist ein mündlich überlieferter Wunsch Hebels: Die ältesten Männer seines Heimatdorfes Hausen im Wiesental sollen jedes Jahr einen Schoppen Wein erhalten und die vier besten Schüler mit einer Gabe bedacht werden.
- 25. Juli: Gemeinsam mit zwei Freunden gründet der 16-jährige Friedrich Nietzsche auf der Burgruine Schönburg die künstlerisch-literarische Vereinigung Germania, auf deren vierteljährlichen Treffen über Literatur, Philosophie, Musik und Sprache diskutiert wird.

- Mehrere lombardische Künstler finden sich in Mailand zur Künstlergruppe La Scapigliatura zusammen. Die scapigliati wenden sich gegen die Vorherrschaft der Religion und die Rhetorik des Risorgimento und befürworten eine freiere Erotik sowie die Freigabe von Drogen. Charakteristisch für die Scapigliatura ist neben dem antibürgerlichen Protest auch die Verherrlichung der sinnlichen Liebe und des Bösen. Bedeutende Vertreter sind die Schriftsteller Arrigo Boito und Emilio Praga.

## Geboren

### Erstes Halbjahr
- 6. Januar: Raoul Gunsbourg, rumänischer Operndirektor, Schriftsteller und Komponist († 1955)
- 17. Januar: Douglas Hyde, irischer Dichter († 1949)

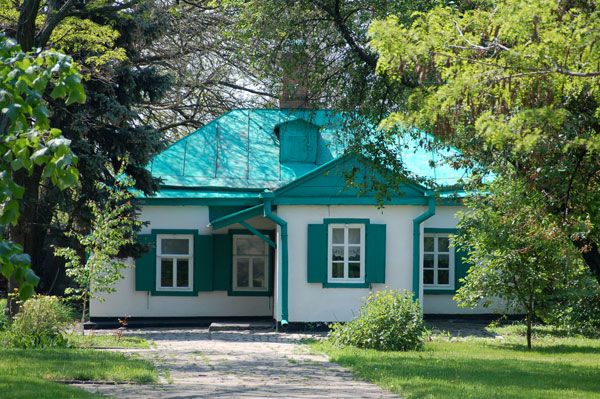
Tschechows Geburtshaus in Taganrog

- 29. Januar: Anton Tschechow, russischer Schriftsteller und Dramatiker († 1904)

- 5. Februar: Clara Müller-Jahnke, deutsche Dichterin, Journalistin und Frauenrechtlerin († 1905)
- 6. Februar: Bruno Wille, deutscher Prediger, Philosoph, Journalist und Schriftsteller († 1928)
- 21. Februar: Dora Hohlfeld, deutsche Dichterin († 1931)
- 21. Februar: Karel Matěj Čapek-Chod, tschechischer Journalist und Schriftsteller († 1927)
- 23. Februar: Margarethe von Bülow, deutsche Schriftstellerin († 1884)
- 24. Februar: Emil Rumpf, deutscher Maler und Illustrator († 1948)

- 11. März: Emil Ertl, österreichischer Dichter und Schriftsteller († 1935)
- 20. April: Pieter Jelles Troelstra, niederländischer Politiker und Dichter († 1930)
- 5. April: Sophie Pataky, österreichische Bibliografin († 1915)

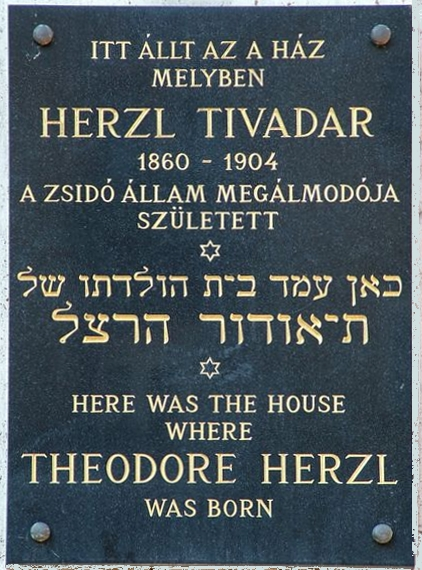
Gedenktafel an der Stätte des Geburtshauses bei der Großen Synagoge in Budapest

- 2. Mai: Theodor Herzl, österreichischer Schriftsteller, Publizist und Politiker († 1904)
- 9. Mai: J. M. Barrie, schottischer Schriftsteller und Dramatiker, Schöpfer von Peter Pan († 1937)
- 13. Mai: Karl August Tavaststjerna, finnischer Schriftsteller schwedischer Sprache († 1898)
- 17. Mai: Nataly von Eschstruth, deutsche Schriftstellerin († 1939)
- 27. Mai: Margrethe Munthe, norwegische Schriftstellerin († 1931)
- 7. Juni: Hanns Fechner, deutscher Maler und Schriftsteller († 1931)

### Zweites Halbjahr
- 3. Juli: Charlotte Perkins Gilman, US-amerikanische feministische Autorin († 1935)
- 7. Juli: Abraham Cahan, US-amerikanischer Journalist, Publizist und Schriftsteller († 1951)
- 14. Juli: Owen Wister, US-amerikanischer Schriftsteller († 1938)
- 17. Juli: Clara Viebig, deutsche Erzählerin († 1952)
- 22. Juli: Frederick Rolfe, britischer Schriftsteller († 1913)

- 5. August: Oswald Wirth, Ministerialbibliothekar in Paris und Schriftsteller († 1943)
- 14. August: Ernest Thompson Seton, britischer Autor und Mitbegründer der US-Pfadfinderbewegung († 1946)
- 22. August: Gustaf Fröding, schwedischer Lyriker († 1911)

- 21. September: Gustav Leutelt, sudetendeutscher Dichter und Schriftsteller († 1947)
- 3. Oktober: Annie Horniman, englische Theaterleiterin und Okkultistin († 1937)
- 4. Oktober: Sidney Paget, britischer Illustrator († 1908)

- 1. November: Ernst Stöhr, österreichischer Maler, Dichter und Musiker († 1917)
- 5. November: Andres Rennit, estnischer Lyriker und Schriftsteller († 1936)
- 10. Dezember: Anna Croissant-Rust, deutsche Schriftstellerin († 1943)

### Genaues Geburtsdatum unbekannt
- 1860/1861: Elizabeth Alice Hawkins-Whitshed, irische Bergsteigerin, Photographin und Schriftstellerin († 1934)

## Gestorben

### Januar bis April
- 8. Januar: Gustav von Franck, österreichischer Schriftsteller, Herausgeber und Maler (* 1807)
- 17. Januar: Friedrich Georg Wieck, deutscher technologischer Schriftsteller und Industrieller (* 1800)

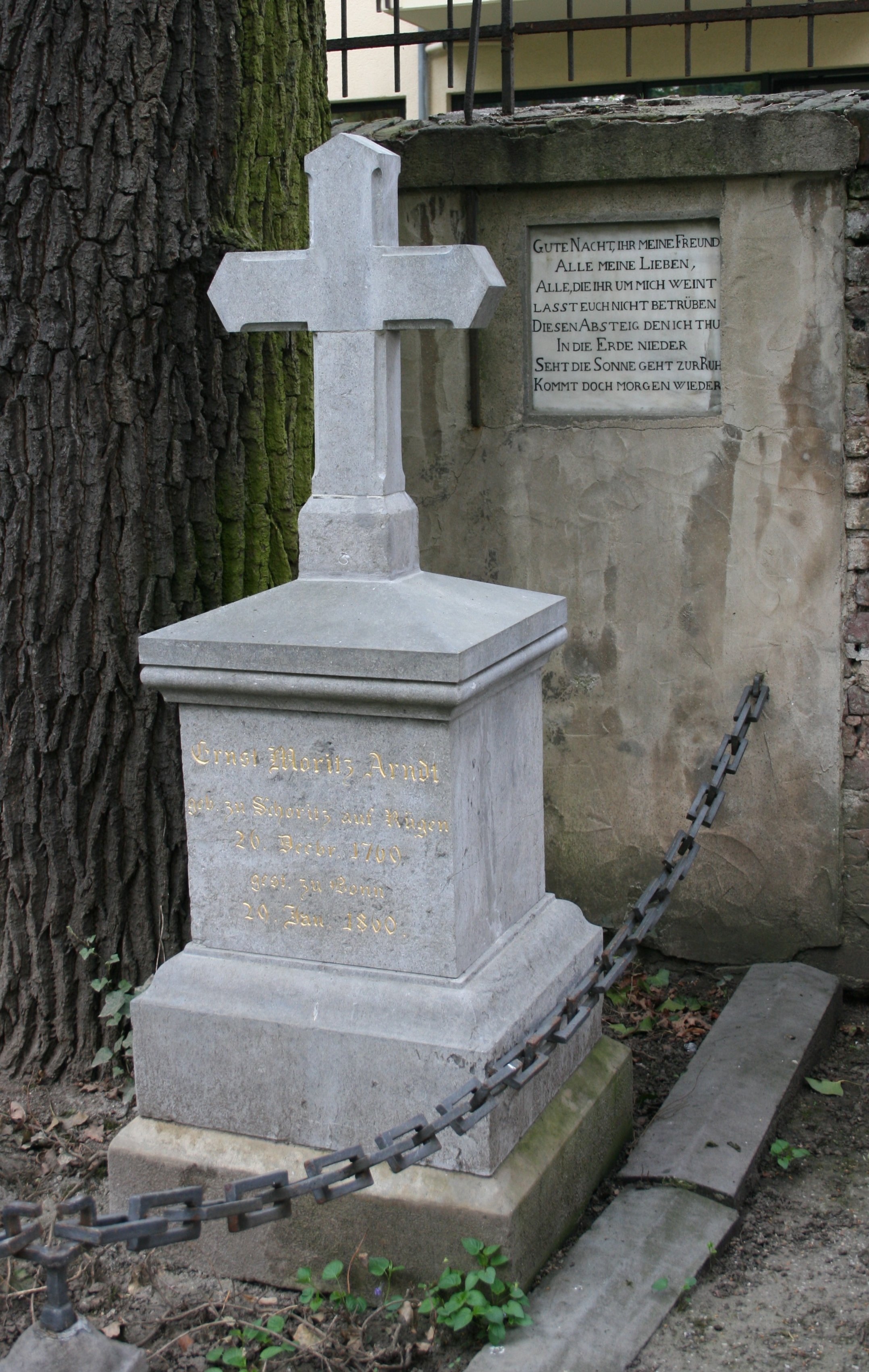
Grabstätte Ernst Moritz Arndts auf dem Alten Friedhof in Bonn

- 29. Januar: Ernst Moritz Arndt, deutscher Gelehrter und nationaler Dichter (* 1769)

- 8. Februar: Soares de Passos, portugiesischer Lyriker der Romantik (* 1826)
- 12. Februar: Isaak Bär Levinsohn, hebräischer Schriftsteller (* 1788)

- 7. März: Joseph Almanzi, italienisch-hebräischer Autor (* 1801)
- 13. März: Ebenezer Syme, schottisch-australischer Journalist (* 1826)
- 17. März: Anna Jameson, englische Schriftstellerin (* 1797)
- 23. März: Franz Joseph Molitor, deutscher Schriftsteller und aktiver Freimaurer (* 1779)

- 6. April: James Kirke Paulding, US-amerikanischer Schriftsteller und Politiker (* 1778)
- 28. April: Isaäc da Costa, holländischer Dichter und Schriftsteller (* 1798)

### Mai bis August
- 9. Mai: Samuel Griswold Goodrich, US-amerikanischer Schriftsteller, Politiker und Diplomat (* 1793)
- 10. Mai: Theodore Parker, US-amerikanischer Theologe, Abolitionist und Schriftsteller (* 1810)
- 14. Mai: Ludwig Bechstein, deutscher Schriftsteller, Bibliothekar und Archivar (* 1801)
- 17. Mai: Johann Jakob Hottinger, Schweizer Schriftsteller und Historiker (* 1783)
- 18. Mai: Christian Heinrich Zeller, deutscher Pädagoge, Pionier der Inneren Mission und Kirchenliederdichter pietistischer Richtung (* 1779)
- 23. Mai: Uffo Daniel Horn, böhmischer Dichter (* 1817)

- 2. Juni: Leopold von Orlich, deutscher Offizier und Schriftsteller (* 1804)
- 9. Juni: George Payne Rainsford James, englischer Diplomat und Schriftsteller (* 1799)
- 13. Juni: August Thieme, deutscher Dichter (* 1780)
- 18. Juni: Friedrich Wilhelm von Bismarck, deutscher Generalleutnant und Militärschriftsteller (* 1783)

- 16. Juli: Gustav Adolph Sennewald, polnischer Verleger und Buchhändler deutscher Nationalität (* 1804)
- 3. August: Alexander Schöppner, deutscher Pädagoge und Schriftsteller (* 1820)
- 25. August: Johan Ludvig Heiberg, dänischer Dichter und Kritiker (* 1791)

### September bis Dezember

Arthur Schopenhauer, 1859

- 21. September: Arthur Schopenhauer, deutscher Philosoph und Schriftsteller (* 1788)
- 5. Oktober: Alexei Chomjakow, russischer Dichter, Publizist, Theologe und Philosoph (* 1804)
- 18. Oktober: Casimiro de Abreu, brasilianischer Lyriker (* 1839)
- 31. Oktober: Hermann Ludwig Nadermann, deutscher römisch-katholischer Priester, Pädagoge und Kirchenlieddichter (* 1778)

- 3. November: Wilhelm von Rahden, deutscher Offizier und Schriftsteller (* 1793)
- 5. November: Julius von Minutoli, preußischer Polizeidirektor, Diplomat, Wissenschaftler und Schriftsteller (* 1804)
- 27. November: Ludwig Rellstab, deutscher Journalist, Musikkritiker und Dichter (* 1799)

- 1. Dezember: Friedrich Maximilian Hessemer, deutscher Architekt und Schriftsteller (* 1800)
- 2. Dezember: Carl Heinrich Jürgens, deutscher lutherischer Theologe, Redakteur, Publizist und Politiker (* 1801)
- 6. Dezember: Marianne von Willemer, aus Österreich stammende Schauspielerin, Sängerin (Sopran) und Tänzerin, Muse und Mitautorin Goethes (* 1784)
- 11. Dezember: Georg Heinrich Krieg von Hochfelden, badischer Generalmajor und Militärschriftsteller (* 1798)
- 19. Dezember: Konstantin Aksakow, russischer Schriftsteller (* 1817)
- 29. Dezember: Moritz Lieber, deutscher Jurist, Politiker, Publizist, Autor, Übersetzer und Teehändler (* 1790)
- 31. Dezember: Sophie de Bawr, französische Schriftstellerin und Komponistin (* 1773)

### Genaues Todesdatum unbekannt
- Christian Hviid Bredahl, dänischer Schriftsteller (* 1784)
- Antoni Ignasi Cervera, spanischer Journalist, Autor, Verleger und Führer der Arbeiterbewegung in Spanien (* 1825)